# Internazionalismo
L'internazionalismo è un movimento e un'ideologia politica, nata nel XIX secolo, che auspica una maggiore cooperazione politica ed economica tra le popolazioni di diverse nazioni per il beneficio di tutti. Sebbene col termine "internazionalismo" s'intenda solitamente far riferimento all'internazionalismo proletario, sono emerse in seguito scuole di pensiero che sostengono e appoggiano l'esistenza di un "internazionalismo Illuminista".

## Internazionalismo proletario

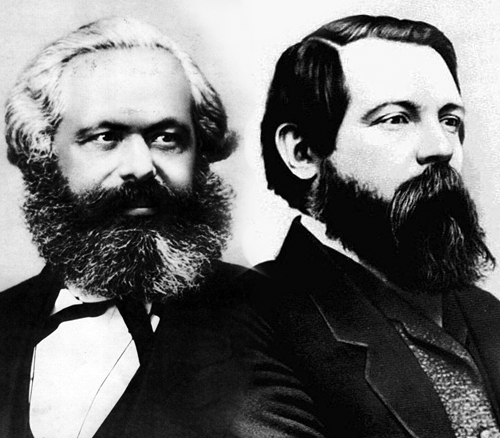
Karl Marx e Friedrich Engels, autori del Manifesto del Partito Comunista

L'Internazionalismo proletario o socialista è una teoria poggiante sulle basi del socialismo utopistico ed evolutasi successivamente sulle parole d'ordine del Manifesto del Partito Comunista di Karl Marx e Friedrich Engels edito nel 1848, il cui concetto base consiste nel fatto che i membri della classe operaia debbano agire in solidarietà verso la rivoluzione globale e in supporto dei lavoratori degli altri paesi, piuttosto che seguire soltanto un percorso nazionale. L'internazionalismo proletario è riassunto nello slogan: Proletari di tutti i paesi, unitevi!, l'ultima riga del Manifesto del Partito Comunista.
L'internazionalismo proletario è considerato un deterrente contro la guerre tra nazioni, poiché non è nell'interesse delle persone di classe proletaria imbracciare le armi tra loro, invece è più utile che lo facciano contro la borghesia, che, secondo il Marxismo, opprime i lavoratori. Mediante la solidarietà fra i proletari di tutte le nazioni si potrà arrivare alla fine dei conflitti fra nazioni, e quindi alla scomparsa delle stesse come Stati nazionali (in base alla nota teoria marxiana dell'estinzione dello stato). Secondo la teoria marxista l'avversario dell'internazionalismo proletario è il nazionalismo borghese: in sintesi l'internazionalismo marxista considera la divisione del mondo in classi, nazioni e religioni un ostacolo allo sviluppo della civiltà umana.
L'internazionalismo entrerà a far parte di molte teorie comuniste poggianti su base socialista, così come nell'anarchismo. Inoltre l'internazionalismo proletario è molto spesso considerato in stretto rapporto con il pensiero e con i movimenti No Global contro la globalizzazione e il capitalismo del mondo occidentale. Lo scopo è quello di costruire un'Europa "dei popoli", abolendo totalmente lo "Stato-nazione", ritenuto ormai obsoleto, secondo una concezione anarcoide vagheggiata soprattutto dal Socialismo utopistico e, sebbene in forme e maniere differenti, dallo stesso Marx nel XIX secolo e presente, in particolare, nello stesso "Manifesto del partito comunista".
È altrettanto importante non confondere l'internazionalismo proletario della sinistra operaia con il globalismo cosmopolita della sinistra borghese occidentale.

## Internazionalismo illuminista-liberale

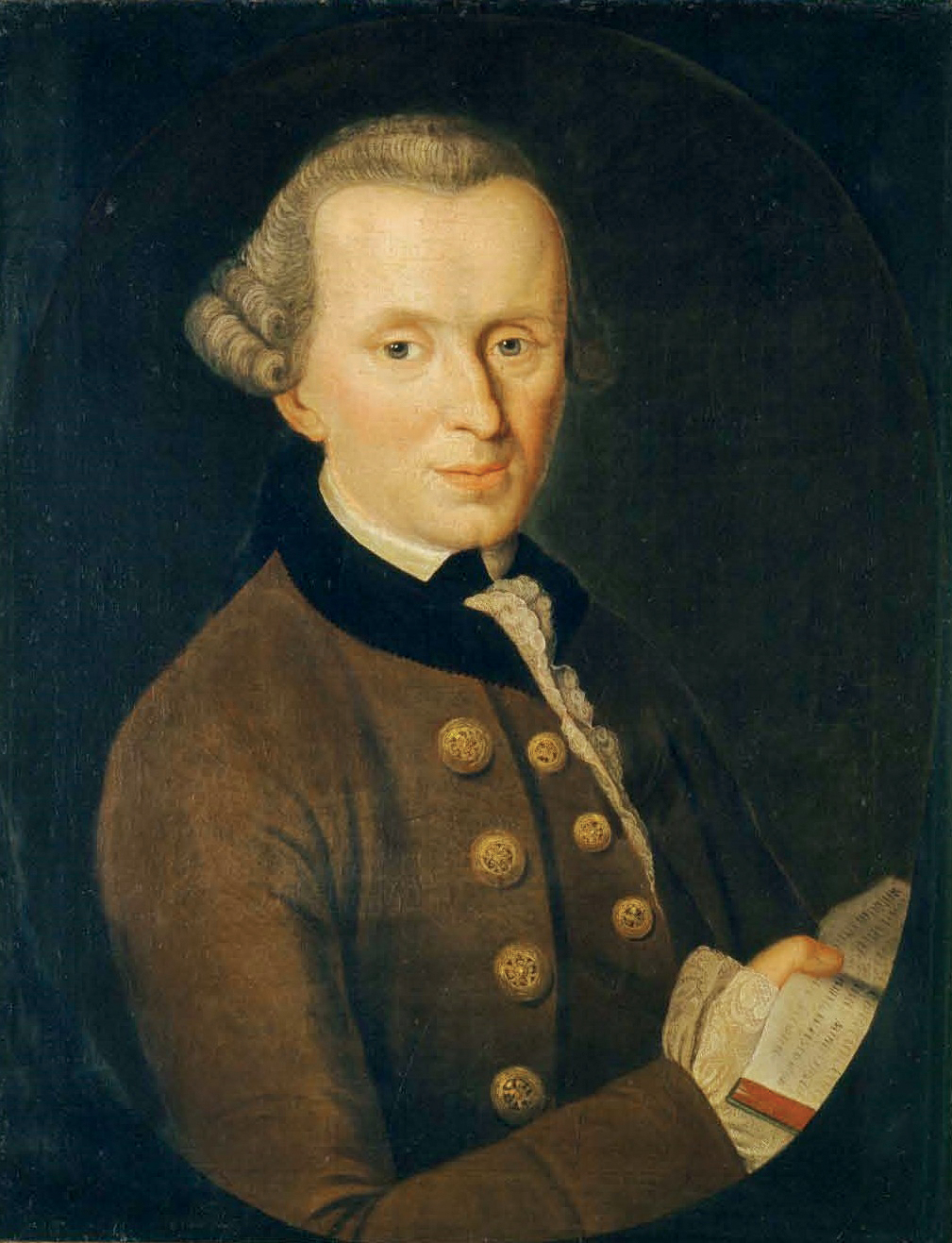
Immanuel Kant

L'internazionalismo Illuminista è caratterizzato dall'idea della reciproca collaborazione fra le nazioni per la loro convivenza pacifica. Con questo intento nel XX secolo, dopo le due guerre mondiali, sorsero gli organismi internazionali, nati per mantenere la pace ed il rispetto di norme comuni in tutto il mondo.  Un antesignano importante dell'internazionalismo illuminista è considerato il famoso trattato Per la pace perpetua (1795), in cui il filosofo Immanuel Kant auspica una fattiva collaborazione fra i vari Stati d'Europa per eliminare le guerre. Questa unione fra Stati non è però considerata da Kant come una confederazione di Stati che formino uno Stato unitario (come invece la Svizzera e gli Stati Uniti d'America), ma è ritenuta sempre revocabile. Questa "sorta di unità nella diversità" deve peraltro mantenere gli Stati nazionali. "Il sentimento cosmopolitico", tipicamente illuministico, deve cercare di evitare ogni tipo di conflittualità fra gli Stati stessi. Anche Voltaire espresse sentimenti pacifisti e universalisti.
Kant lumeggia uno Stato repubblicano parlamentare (contraddistinto, come in Montesquieu, dalla divisione dei poteri legislativo, esecutivo e giudiziario) in rapporto giuridico con altri Stati, allo stesso modo intesi come parlamentari.
Non tutti gli illuministi erano comunque cosmopoliti: Jean-Jacques Rousseau ad esempio attribuiva un ruolo fondamentale al patriottismo e sebbene abbia vissuto quasi sempre in Francia fu molto legato sentimentalmente alla Repubblica di Ginevra.